# Melba toast
Il Melba toast è un pane tostato secco, croccante e affettato, spesso servito con zuppa e insalata o condito con formaggio fuso o paté.

## Storia
Il Melba toast prende il nome dalla cantante d'opera australiana Nellie Melba. Si pensa che tale alimento risalga al 1897, quando, durante un periodo di malattia, il soprano consumò questo tipo di pane come parte della sua dieta. Lo spuntino venne inventato per lei da Auguste Escoffier, chef e ammiratore dell'artista a cui è anche attribuito il dessert Pesca Melba. Si pensa che sia stato l'imprenditore César Ritz a nominare così il Melba toast durante una conversazione con Escoffier.

## Caratteristiche
Il Melba è simile alle fette biscottate ed è composto da fette di pane leggermente tostate in entrambi i lati. In seguito viene rimossa la crosta esterna e le fette di pane così ottenute vengono successivamente reinserite nella griglia con i lati non tostati verso la fonte di calore.